# Franz-Josef Hamacher
Franz-Josef Hamacher (* 3. Mai 1935 in Köln; † 11. April 1996 in Bonn) war ein deutscher Bäcker und Politiker (CDU).

## Leben
Hamacher besuchte die Volksschule und machte von 1949 bis 1952 eine Bäckerlehre. 1957 legte er die Meisterprüfung ab und war ab 1965 selbstständiger Bäcker. Von 1969 bis 1984 war er Kreishandwerksmeister im Kreis Neuwied und ab 1969 Vorstandsmitglied der Handwerkskammer Neuwied.

## Politik
1954 wurde Hamacher Vorsitzender der Jungen Union Erpel und war von 1962 bis 1978 Vorsitzender des CDU-Ortsverbands Erpel. Ab 1978 war er Vorsitzender des CDU-Gemeindeverbands Unkel. Ab 1971 war er Kreisvorsitzender, ab 1975 stellvertretender Landesvorsitzender und ab 1985 Mitglied des Bundesvorstands der CDU/CSU-Mittelstandsvereinigung.
1960 wurde er Mitglied des Ortsgemeinderats Erpel, 1964 des Kreistags Neuwied und 1965 des Verbandsgemeinderats Unkel. Daneben war er Mitglied im Verwaltungsrat der Kreissparkasse Neuwied.
Am 2. Juni 1986 rückte er für Hans Dahmen in den zehnten Landtag Rheinland-Pfalz nach, dem er bis zum Ende der Wahlperiode 1987 angehörte. Im Landtag war er Mitglied im kulturpolitischen Ausschuss. 
1993 erhielt er das Bundesverdienstkreuz am Bande. 